# Patrik Jean
Jean Patrik Olsson, mer känd under namnet Patrik Jean, född 3 maj 1990 i Österåkers församling, Stockholms län, är en svensk sångare, låtskrivare och musikproducent. Han har tillsammans med Melanie Wehbe och Herman Gardarfve skrivit och producerat två stycken Idol-vinnarlåtar ("Treading Water" och "Rain") och skrivit låten "Move" som framfördes av gruppen The Mamas i Melodifestivalen 2020 och vann. Han har även varit involverad i flera låtar, däribland till Marcus & Martinus och Felix Jaehn. I november 2020 släppte han sin EP Consequence.
Patrik Jean deltog i Melodifestivalen 2021 med låten "Tears Run Dry" som är skriven av honom själv och hans låtskrivarkollegor Melanie Wehbe och Herman Gardarfve. Låten slutade på femte plats i andra deltävlingen.